# Казалини (Виченца)
Казалини је насеље у Италији у округу Виченца, региону Венето.
Према процени из 2011. у насељу је живело 61 становника. Насеље се налази на надморској висини од 678 м.